# Nicolás Arachichú
Nicolás Arachichú de Armas (6 juli 1986) is een Uruguayaans wielrenner.

## Carrière
Zowel in 2013 als in 2016 werd Arachichú nationaal wegkampioen bij de elite. In 2014 nam de Uruguayaan deel aan de Ronde van San Luis, maar reed deze niet uit.
In 2016, nadat hij nationaal wegkampioen was geworden, nam Arachichú deel aan de Ronde van Uruguay. Hier wist hij met zijn ploeg Schneck Alas Rojas de ploegentijdrit te winnen. Een dag later mocht de renner is zijn eentje het podium betreden, nadat hij de vierde etappe op zijn naam wist te schrijven.

## Overwinningen
2013
 Uruguayaans kampioen op de weg, Elite
2016
 Uruguayaans kampioen op de weg, Elite
3e etappe deel A (ploegentijdrit) en 4e etappe Ronde van Uruguay